# Чумільяс
Чумільяс (ісп. Chumillas) — муніципалітет в Іспанії, у складі автономної спільноти Кастилія-Ла-Манча, у провінції Куенка. Населення — 68 осіб (2010).
Муніципалітет розташований на відстані близько 160 км на південний схід від Мадрида, 35 км на південь від Куенки.

## Демографія
Динаміка населення (INE ):

## Галерея зображень

Розташування муніципалітету у провінції Куенка